# Abutilon arenarium
Abutilon arenarium là một loài thực vật có hoa trong họ Cẩm quỳ. Loài này được C.T.White mô tả khoa học đầu tiên năm 1942.